# ユニットケア
ユニットケアとは、「配属された職員が患者・入居者・利用者の看護・介護・要望・苦情に迅速かつ柔軟に判断・対応ができるよう、規模を縮小した看護・介護の提供態勢」である。
ユニットケアが実現すると以下のことが実現すると言われている。
- 小規模ケアは入居者・利用者の個別ケアを可能にする。
- 入居者・利用者と職員が顔なじみの関係になれる。
- 入居者・利用者とスタッフの距離を近づけることが可能になる。
- 職員が入居者・利用者一人ひとりに深く関わることが可能になる。
- 入居者・利用者一人ひとりを知ることが可能になる。
- 入居者・利用者の要望・希望・苦情に耳を傾ける機会を増やすことが容易になる。
- 入居者・利用者が日常性の高い生活を営むことが可能になる。
- 入居者・利用者が主体性をもって生活することが可能になる。